# Auza
Auza en basque et en espagnol est une commune située dans la municipalité de Ultzama de la communauté forale de Navarre, dans le Nord de l'Espagne.

## Géographie
À l'est du village coule le cours d'eau Sansodoko erreka (rivière de Sansodo)..

## Langues
Cette commune se situe dans la zone bascophone de la Navarre dont la population totale en 2018, comprenant 64 municipalités dont Ultzama, était bilingue à 60.8%, à cela s'ajoute 10.7% de bilingues réceptifs. En 2011, 47.6% de la population d'Ultzama ayant 16 ans et plus avait le basque comme langue maternelle.

### Patrimoine religieux
- L'église paroissiale de San Martin (Église de Saint Martin)[4].